# Saint-Bénézet
Saint-Bénézet är en kommun i departementet Gard i regionen Occitanien i södra Frankrike. Kommunen ligger i kantonen Lédignan som tillhör arrondissementet Alès. År 2022 hade Saint-Bénézet 291 invånare.

## Befolkningsutveckling
Antalet invånare i kommunen Saint-Bénézet
Referens:INSEE